# Unitate de reducere de emisie (gaze)
O unitate de reducere a emisiilor de gaze cu efect de seră, este egală cu o tonă de dioxid de carbon echivalent, provenită de la o activitate de proiect desfășurată în concordanță cu art. 12 din Protocolul de la Kyoto.